# Font de la Mamella
La Font de la Mamella era un naixement d'aigua potable situat a la muntanya de Montjuïc  a Barcelona, (Barcelonès), inclòs a l'Inventari del Patrimoni Arqueològic i Paleontològic de Catalunya.
Es troba a l'est del Cementiri de Montjuïc, entre el camí de la Serp i el passeig del Migdia. Aquesta font donava peu a la capçalera del Torrent de la Mamella, sent engolida en una de les ampliacions del cementiri. El torrent, a finals de la dècada dels anys 70 encara desaiguava en la riera de Magòria. Actualment és una zona on s'hi realitzen abocaments de terres actuals, sent una zona ocupada per Parcs i Jardins de l'ajuntament de Barcelona.
En unes prospeccions realitzades abans de l'any 1944 per Josep de la Vega es van trobar les restes d'un jaciment arqueològic que data de l'època íbera de la ciutat, on es van trobar restes d’una cabana, una sitja i una llar de foc, a més de tres jaspis tallats. Aquest jaciment probablement es troba relacionat amb unes restes de l'edat del bronze trobades al mateix cementiri.